# سلدن إدواردز
سلدن إدواردز (بالإنجليزية: Selden Edwards)‏ (1941، ساكرامينتو فالي في الولايات المتحدة)؛ روائي أمريكي. درس في جامعة برنستون.